# Разумов, Виктор Иванович
Виктор Иванович Разумов (27 июня 1902, Вологда — 4 декабря 1981) — советский учёный в области физиологии растений, член-корреспондент ВАСХНИЛ (1956).

## Биография
Родился в Вологде. Окончил Ленинградский педагогический институт им. А. И. Герцена (1926).
- 1926—1929 практикант, младший ассистент Государственного института опытной агрономии.
- 1929—1941 младший, с 1931 старший научный сотрудник, с 1933 заведующий секцией развития Всесоюзного института растениеводства (ВИР).
- 1941—1945 служба в РККА, участник Великой Отечественной войны[1].
- с 1946 заведующий лабораторией физиологии растений, с 1972 научный консультант ВИР.

Доктор биологических наук (1950), профессор (1951), член-корреспондент ВАСХНИЛ (1956).
Установил явление «фотопериодического последействия», выяснил роль интенсивности света в фотопериодической реакции, доказал зависимость фотопериодической реакции культурных растений от их происхождения.
Награждён орденами Ленина (1954), Трудового Красного Знамени (1949), 3 медалями СССР, золотой медалью им И. В. Мичурина.
Опубликовал около 100 научных работ.
Похоронен на Бугровском кладбище Нижнего Новгорода.